# کورچین
کورچین (به لهستانی:  Korycin) یک روستا در لهستان است که در گمینا کورچین واقع شده‌است.
 کورچین  ۵۳۰ نفر جمعیت دارد.